# Made in India (singolo)
Made in India è un singolo della cantante indiana Alisha Chinai, pubblicato nel 1995 come unico estratto dall'album omonimo.